# Церковь Святого Николая (Старые Габы)
Церковь Святого Николая Чудотворца — расположена в аг. Старые Габы Мядельского района Минской области Белоруссии.

## История
10 декабря 1866 года скончался священник Жоснянской (Слободской) церкви Вилейского уезда Иаков Марьянович. На его место был переведен священник Габской церкви Иоанн Дорошевский.
«Литовские епархиальные ведомости» от 31 марта 1869 года сообщали следующее:
«Мядиольский благочинный священник Бывалькевич, от 17 декабря минувшего 1868 года за № 466 донес Литовской духовной Консистории, что прихожане Габской церкви, по убеждению священника Николая Лебедева, приобрели на собственные средства: 1) 12 аршин ситцу с розовыми цветами на 2 р. 10 к. сер.; 2) два шерстяные платка на престол и жертвенник еа 1 р. 37 к. сер.; 3) 23 аршина парчи на ризу с прибором и подризник на 17 руб. сер.; 4) 12 аршин каленкору на подкладку ризы, бахромы и тесмы на 7 руб. 39 к. сер.; 5) ризу парчевую с прибором на 20 р. сер.; 6) траурную ризу с прибором на 13 руб. сер.; 7) напрестольный крест на 2 руб. 25 к. сер. и 8) ковер под ноги у престола на 2 р. 75 к. сер., а всего пожертвовано прихожанами Габской церкви вещей на 65 руб. и 86 коп. сер.»
Литовскою духовною консисториею было утверждено 15 сентября 1870 г. попечительство при Габской церкви.
Фундамент новой церкви был заложен в 1872 году. Однако местный помещик не желал выделить земельный участок для церковных нужд.
29 июля 1874 года журнальным определением Литовской духовной Консистории, утвержденным преосвященнейшим Иосифом, епископом Ковенским, церковным старостой Габской церкви Мядельского благочиния был назначен крестьянин д. Старые Габы Жоснянской волости Антон Михаилов Шаблык.
2 октября 1875 года священник Габской церкви Иосиф Шелепин был перемещен, согласно просьбе, на вакантное место в м. Кривичи Вилейского уезда.
27 октября 1875 года в с. Габы был перемещен священник Воложинской Константино-Еленинской церкви Платон Когачевский.
Согласно «Расписания приходов и причтов Литовской епархии Вилейского уезда» (1876) в Екатерининской церкви в с. Габах числились 1 настоятель и 1 псаломщик. К церковному приходу относились следующие деревни: Старые Габы, Новые-Габы, Капустичи, Поповка, Дубаносы, Новоселки, Мостовая, Пузыри, Елинцы, Ковали, Домославьи, Петрички, Яцковичи, Василевщина, Воробьи, Залесье, Авсюки, Кулики и м. Буделавы.
По состоянию на 17 сентября 1878 года Габская церковь Мядельского благочиния насчитывала 1566 душ обоего пола прихожан.
9 января 1878 года церковным старостой был утвержден крестьянин д. Старых Габ Антон Матвеев Шаблыга.

В 1893 Извеков Н. в книге «Статистическое описание православных приходов Литовской епархии» описывает православный приход в Старых Габах следующим образом:
«Габский — Мядельского благочиния. Церковь утварью недостаточна. Земли 105 д. У священника церковный дом ветхий, а у псаломщика свой. Дворов 270. Прихожан муж. пола 1061 и жен. 1021».
7 апреля 1896 г. священник Габской церкви И. Ержиковский был назначен председателем испытательной комиссии на льготных экзаменах учеников Волколатского, Ситского, Поремищского, Гнездиловского народных училищ. Экзамен был назначен на 29 апреля в с. Ситцы.
9 августа 1896 года псаломщик Габской церкви Иван Котович, уволен от должности согласно прошению.
20 сентября 1896 года псаломщик Меречской церкви Трокского уезда Василий Вощенко перемещен для пользы службы к Габской церкви.
26 мая 1897 года утвержден на второе трехлетие церковным старостой Габской церкви крестьянин д. Пузыри Игнатий Гаврилов Василевич.
28 августа 1897 года на свободное священническое место при Габской церкви назначен народный учитель Григорий Смирягин, окончивший курс Витебской семинарии.
12 октября 1897 г. был рукоположен в г. Ковно во священника Гвабской церкви Григорий Смирягин.
6 ноября 1900 года псаломщик Габской церкви Вилейского уезда Василий Вощенко был перемещен, согласно прошению, к Батуринской церкви Вилейского уезда.
15 ноября 1900 г. в с. Габы Вилейского уезда был перемещен псаломщик Поставской церкви Владимир Апанасевич.
27 ноября 1900 года был утвержден на три года в должности церковного старосты Габской церкви крестьянин деревни Новые Габы Алексей Иванов Костевич.
17 июля 1902 г. на вакантное место священника при Друйской Преображенской церкви Дисненского уезда перемещен согласно прошению священник Габской церкви Павел Янушевич.
5 декабря 1902 г. вакантное священническое место в с. Габах Вилейского уезда было предоставлено диакону Ковенского Александро-Невского собора Иоанну Левицкому.
6 декабря 1902 года диакон Иоанн Левицкий был рукоположен во священника Габской церкви.
В 1904 году началось строительство нового каменного храма.
В 1905 году церковь была освящена. На Покров в ней уже венчались первые пары.
В 1915 году священником Габской церкви был о. Калин. Свитич.

Во время Первой мировой войны, полковник царской армии Дмитрий Николаевич Логофет описал свое пребывание в окрестностях Старых Габ накануне Нарочской операции следующим образом:
- Вы не подозреваете, какой здесь интересный край, — знакомит меня наш полковой священник о. К. — когда-то все эти озера и болота представляли собою морской залив. И теперь во многих местах в болотах при добыче торфа находят части древних морских судов, затянутых илом и лежащих на глубине нескольких сажень… Вот, например, в деревне Гобы до сих пор лежит нос такого судна… По глазам слушателей я вижу уже большое желание посмотреть на этот нос и заняться розыском археологических предметов хотя бы в полосе, ближайшей к немецким позициям.
В Национальном историческом архиве Беларуси хранятся метрические книги Габской церкви о рождении, браке, смерти за 1901 — 1916, 1919 — 1938 гг.
В 1964 году церковь превратили в зернохранилище.
В 1984 году церковь вернули верующим и началась ее реставрация.
С июня 1989 года в церкви начал служить иерей Николай Петрович Авласевич. Неоценимую помощь в деле возрождения духовной жизни настоятелю оказывала матушка Татьяна, а также староста М. П. Левкович, регент А. Н. Шаблыко, М. М. Мычко, С.У, Хотянович, Н. В. Василевич, М. У. Унгуран, председатель колхоза имени Кирова У. П. Климович.
В 1996 году престол церкви был освящен митрополитом Минским и Слуцким Филаретом, Патриаршим Экзархом всея Беларуси.
Колхоз передал церкви здание бывшего сельского клуба в д. Капустичи для совершения богослужений.
В д. Мостовики с давних времен была часовня святого Серафима Саровского. На месте бывшей часовни установлен металлический крест и ежегодно 1 августа из д. Старые Габы к нему идут с крестным ходом верующие.